# Dollbek
Die Dollbek ist ein Fließgewässer in der Mecklenburgischen Seenplatte im Landkreis Mecklenburgische Seenplatte in Mecklenburg-Vorpommern. Sie verbindet den Gobenowsee mit dem Labussee und gehört dem weitläufigen Fluss- und Seensystem der Oberen Havel an.
Die Dollbek verlässt den Gobenowsee in seinem südlichen Teil und mündet in den nordöstlichen Teil des Labussees. Sie ist im Mittel bis zu 20 Meter breit und für den motorisierten Schiffsverkehr nur mit Beschränkungen (Anlieger, Angelscheininhaber, Campingplatznutzer am Gobenowsee und Rätzsee) freigegeben.